# Randia standleyana
Randia standleyana är en måreväxtart som beskrevs av Louis Otho Otto Williams. Randia standleyana ingår i släktet Randia och familjen måreväxter. Inga underarter finns listade i Catalogue of Life.